# Anderson Peak (San Bernardino County, Kalifornien)
Der Anderson Peak ist ein 3308 m hoher Berg im Bundesstaat Kalifornien in den Vereinigten Staaten. Er liegt im San Bernardino County in der San Gorgonio Wilderness im San Bernardino National Forest.

## Geographie
Der Berg gehört zu den San Bernardino Mountains und damit zu den Transverse Ranges im Südwesten von Kalifornien.  Gipfel in der Umgebung sind auf demselben Grat der San Bernardino Peak und der San Bernardino East Peak im Südwesten. Nördlich liegt das Tal des Santa Ana River mit der State Route 38 und südlich das Tal des Mill Creek mit dem etwa 4 km südwestlich gelegenen Ort Forest Falls. Im Südosten befindet sich das Massiv des San Gorgonio Mountain, der der höchste Berg der San Bernardino Mountains ist. Die Stadt San Bernardino liegt etwa 37 km westlich. Die Dominanz beträgt 4,47 km, der Berg ist also die höchste Erhebung im Umkreis von 4,47 km. Er wird überragt von dem südöstlich liegenden Jepson Peak.